# Процес Ельмора

Рис. 1 — Технологічна схема процесу Ельмора (перший варіант): 1- подрібнювач; 2,3,4 — барабани з архимедовими винтами та черпаками; 5 — шпіц-кастен; 6 — центрифуга; 7,8 — потоки руди та води; 9 — масляний агент; 10 — концентрат; 11 — відходи

Рис. 2 — Технологічна схема процесу Ельмора (другий варіант): 1- вихідна пульпа; 2 — масло і рН-регулятор; 3 — відходи; 4 — концентрат; 5 — міксерна мішалка; 6 — вакуумний сепаратор; 7 — привод; 8 — шпіц-кастен; 9 — центрифуга; 10 — вакуумний насос; 11 — фугат з масляним агентом.

Процес Ельмора — технологія збагачення корисних копалин — масляної агрегації руд, розроблена у 1989—1901 роки, у Великій Британії Ельмором. Об'єкт переробки — нерудна сировина золота, цинку, телуру, сірки, графіту, арсенових сполук, халькопіриту крупністю 0-1 мм.

## Варіанти процесу
За першим варіантом процесу (рис.1) вихідний матеріал перемішувався з аполярним реагентом у послідовно встановлених горизонтальних барабанах. Перемішування розділяли за питомою вагою в шпіцкастенах. Легку рудномасляну фракцію обезводнювали і обезмаслювали в центрифугах. Виділене масло використовували повторно.
Другий варіант (рис.2) передбачав перемішуваня вихідного матеріалу з аполярним реагентом за допомогою міксерної мішалки. Процес вівся в нейтральному або кислому середовищі. Продукти перемішуваня розділяли за питомою ваго у вакуумному сепараторі та шпіцкастенi. Зневоднення і знемаслення продукту здійснювали аналогічно першому варіанту технології. Як масляний агент в обох варіантах процесу застосовували нафту та нафтопродукти, дігтярне, мінеральне, рибне масла та олію. Витрати агенту становили 100—300 мас.%, витрати кислоти по другому варіанту — 1 мас.%.

## Апробація процесу
Перший варіант процесу Ельмора було реалізовано на установці продуктивністю 50 т/добу, працюючій на мідній копальні Глесдір (Уельс, Велика Британія). Другий варіант апробовано на установці копальні «Dolcoath» (Скандинавія) продуктивністю до 45 т/добу.